# Admete regina
Admete regina är en snäckart som beskrevs av Dall 1911. Admete regina ingår i släktet Admete och familjen Cancellariidae. Inga underarter finns listade i Catalogue of Life.